# Paradarisa hedelaria
Paradarisa hedelaria là một loài bướm đêm trong họ Geometridae.